# Lummi
Lummi (U ranijem spelovanju i Há-lum-mi, Nuh-lum-mi, Qtlumi).- Salishan pleme s Bellingham Baya i oko ušća Nooksack Rivera u Washingtonu, okrug Whatcom, danas na rezervatu Lummi Reseervation, gdje su smješteni ugovorom potpisanim 1855 u Point Elliottu. Rana Lummi populacija bila je oko 1,000 (1780.), Moonyjeva je procjena iz 1928. Stern (1934.) navodi 5 njihovih sela, to su: Elek i Hwetlkiem  kod Bellingham Baya; Kwakas i Momli na Nooksack Riveru; i Skalisan sjeverno od Point Francisa,  nasuprot Lummi Islanda. Pleme je posjedovalo i nekoliko ribarskih stanica {ribolov (losos) i sakupljanje školjkaša}:  Hoholos (Orcas Island), Hwitcosang (na Upright Channel južno od Shaw Islanda). Hwtcihom ili Bee Station, (sjeverno od Sandy Pointa), Skalekushan ili  Village Point (Lummi Island), Skolete (na Lopez Islandu, nasuprot Lopeza), Tceltenem (na Point Robertsu), i Tlkwoloks (na Orcas Islandu). 
Lummi govore jezikom koji pripada grupi Straits Salisha. 
Lummi u ovom kraju žive oko 12,000 godina. Obala i obližnje planine pružali su im izvore hrane. Lovio se losos, iskapali su korijenje-camasa i sakupljali bobice koje su sušili na suncu. Različiti resursi prehrane, koje je nudila priroda, morali su dovoditi do sezonskih pokreta plemena, nakon čega bi se vraćali u svoja stalna naselja sastavljenih od velikih drvenih kuća. Njihova kultura koja pripada plemenima Sjeverozapadne obale poznavala je i drvorezbarstvo (maske i razne drvene predmete), drvene kuće, potlatch i kanue. 
S bijelcima Lummi dolaze u kontakt 1788. (Mears), a pokrstio ih je 1850 Rev. (časni) Eugene Casimir Chirouse. Pet godina kasnije po ugovoru Treaty of Point Elliot odlaze na rezervat Lummi. Od njihovog broja od svega nekoliko stotina ljudi (631, 1937.), broj im se dosta umnožio, pa ih prema IHS-u, 2003 ima ih 3519. 
Jedna njihova izumrla banda zvala se Klalakamish (George Gibbs; navodi ga Hodge)

## Vanjske poveznice
- The Lummi Indian Tribe and Life with the Salmon  Arhivirana inačica izvorne stranice od 12. srpnja 2007. (Wayback Machine)
- Lummi Nation  Arhivirana inačica izvorne stranice od 19. travnja 2007. (Wayback Machine)
- The Lummi Indian Nation
- Lummi Indians
- Lummi  Arhivirana inačica izvorne stranice od 29. rujna 2007. (Wayback Machine)